# Pałac Jakuba Hertza
Pałac Jakuba Hertza – pałac położony przy al. Tadeusza Kościuszki 4 w Łodzi. Budynek został wzniesiony przez Izraela Poznańskiego dla jego córki Anny, oraz jej męża – Jakuba Hertza przy ulicy Spacerowej.

## Historia

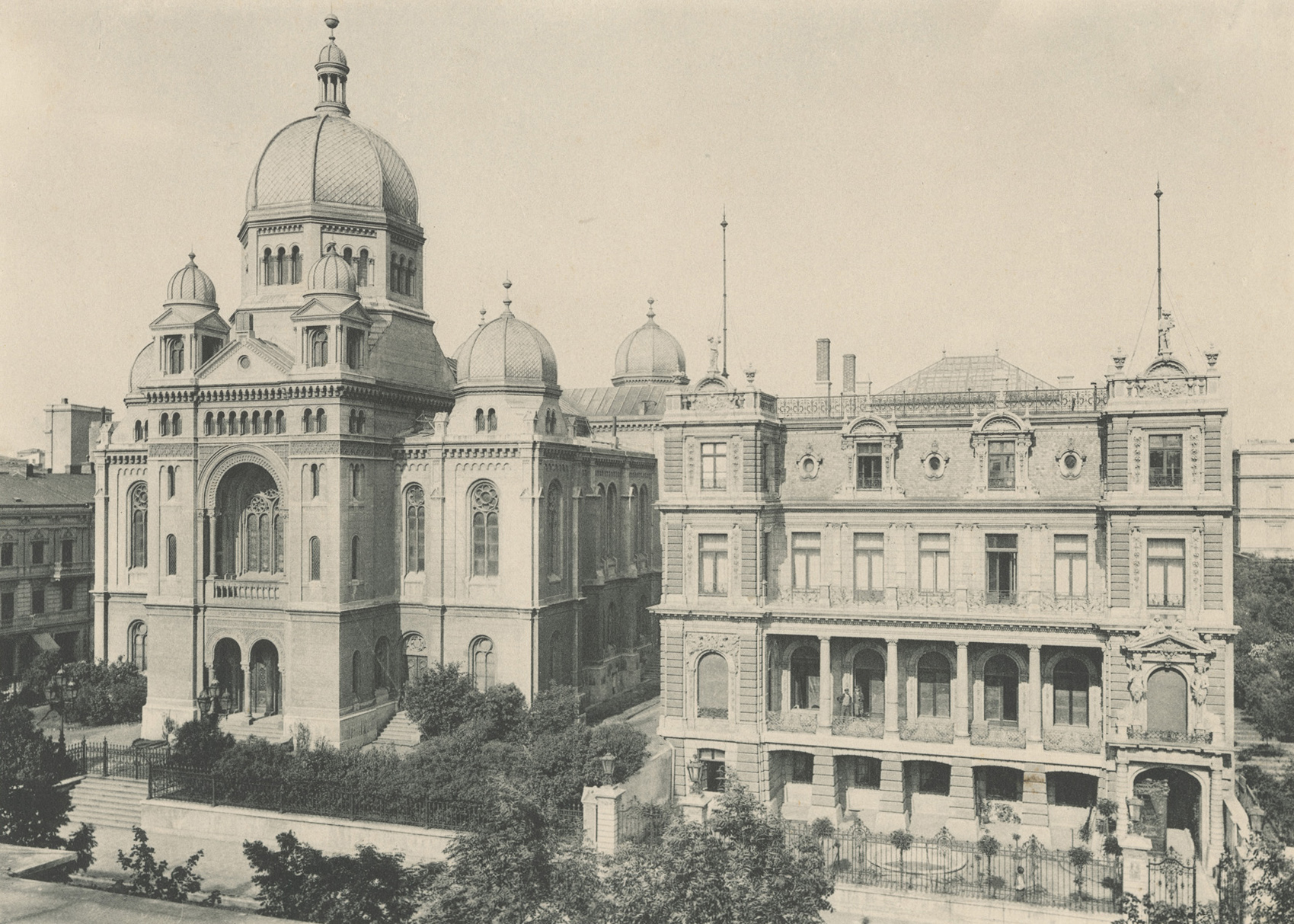
Wielka Synagoga i Pałac Hertza ok. roku 1896

Według doniesień ówczesnej prasy pałac został zaprojektowany przez Juliusza Junga, blisko współpracującego z Izraelem Poznańskim, natomiast zachowana kopia projektu nosi podpis Hilarego Majewskiego. Autorstwo projektu bywa też przypisywane Adolfowi Zeligsonowi. Rezydencja została wzniesiona na działce sąsiadującej z Wielką Synagogą, w której budowę również był zaangażowany Izrael Poznański. Na tej samej działce co pałac, ale od strony ulicy Piotrkowskiej Izrael Poznański wybudował kamienicę.
Po II wojnie światowej pałac przekazano łódzkiej Akademii Medycznej. Mieści się w nim rektorat Uniwersytetu Medycznego.

## Architektura
Pałac został zaprojektowany w stylu neorenesansowym. Front budynku charakteryzowały dwa boczne ryzality, oraz spacerowa loggia zajmująca środkową część pierwszego piętra. Pałac był przykryty wysokim, mansardowym dachem. W południowym ryzalicie znalazła się brama, prowadząca na dziedziniec. Wnętrza pałacu były bogato zdobione, m.in. polichromiami Antoniego Adama Piotrowskiego. W okresie międzywojennym miała miejsce przebudowa, która adaptowała rezydencję do potrzeb nowego właściciela – Izby Przemysłowo–Handlowej. Zmiany polegały przede wszystkim na przekształceniu elewacji frontowej w konwencji modernizmu z elementami klasycyzmu. Autorem projektu przebudowy był Marian Lalewicz. Z kolei zmiany we wnętrzu budynku obejmowały ukształtowanie nowych pomieszczeń i klatki schodowej z wykorzystaniem brunatnego marmuru.